# Das U-Boot
Das U-Bootは、多種のプラットフォームに対応したブートローダである。対応プロセッサ・アーキテクチャは、ARM、AVR32、Blackfin、x86、68k、MicroBlaze、MIPS、Altera NIOS、NIOS2、PowerPC、SuperHなどで、主としてワンボードマイコンなどといった組込み開発用の環境で使われているが、シングルボードコンピュータや、近年の電子ガジェット類など製品で使われていることもある。

## 概要

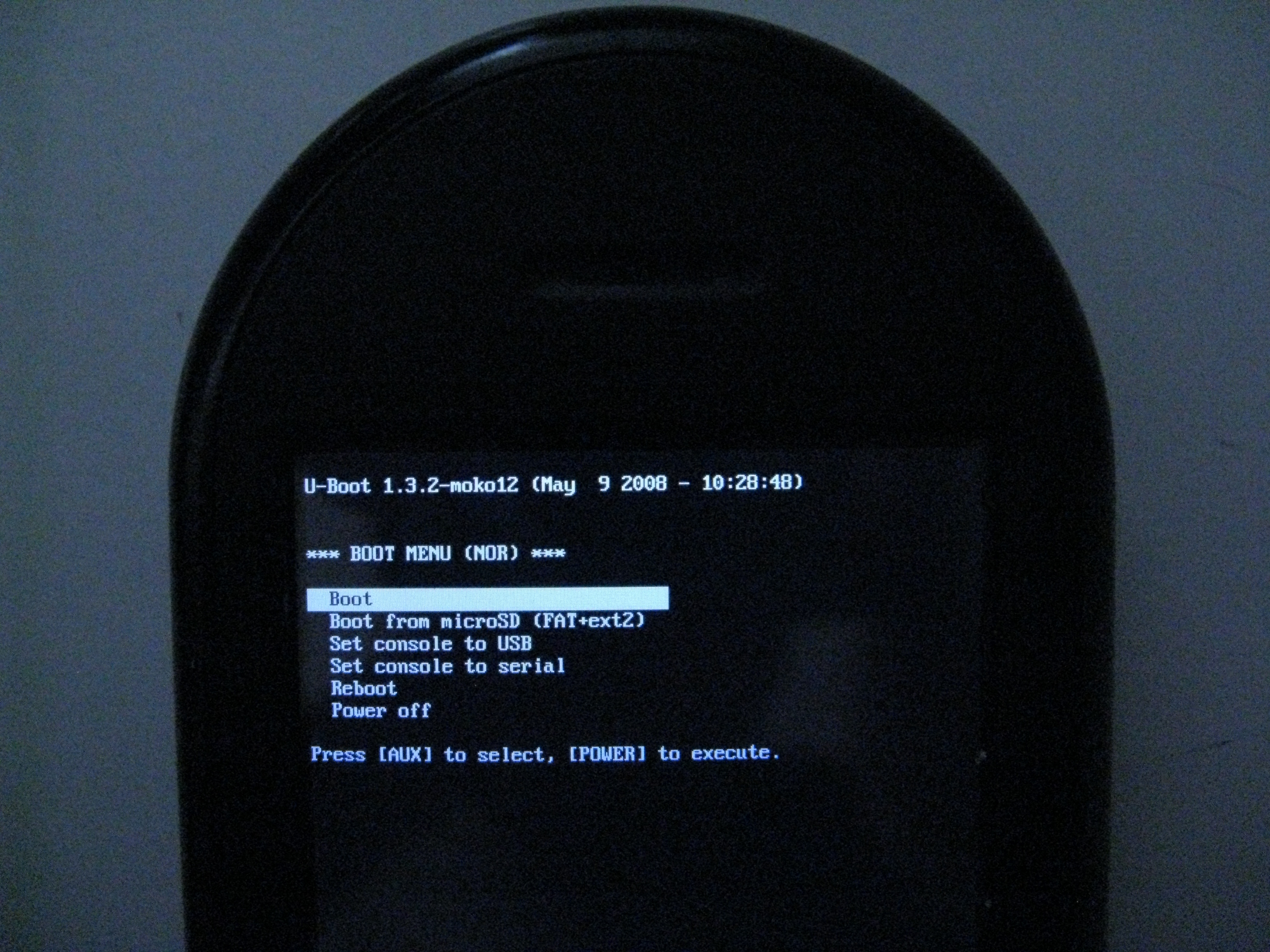
U-Boot on the Openmoko Freerunner

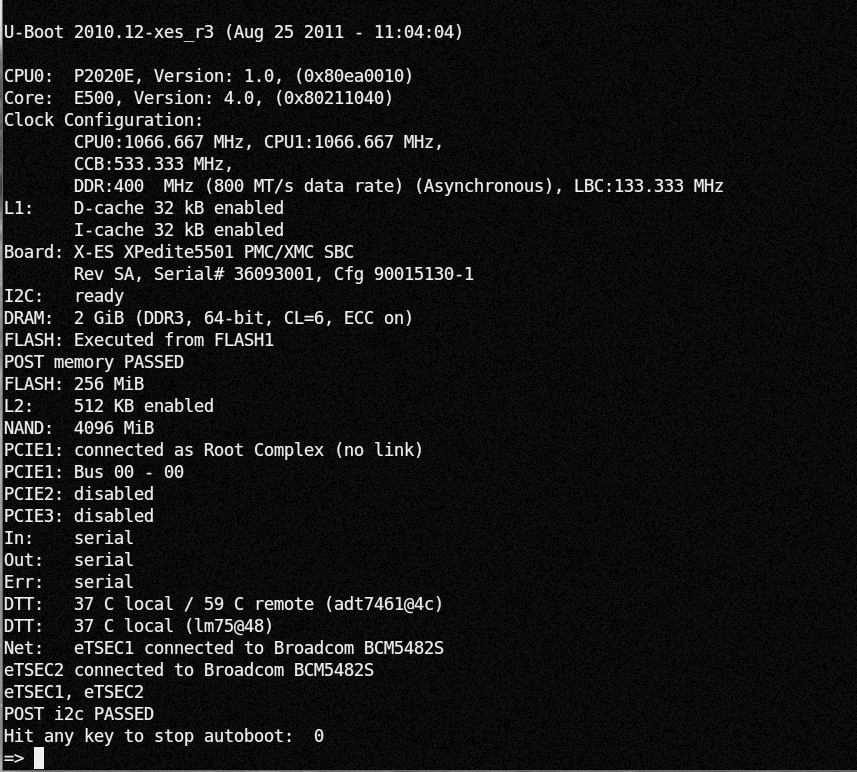
U-Boot on the XPedite5501

ライセンスはGPLである。ビルドに使用するツールはGNUツールチェーンのクロスコンパイラ（例えばcrosstool、the Embedded Linux Development Kit (ELDK)、OSELAS.Toolchain）などで、クロスビルドによってビルドできる。

### 対応ファイルシステム
- btrfs
- CBFS (corebootファイルシステム)
- Cramfs
- ext2/3/4
- FAT
- FDOS
- JFFS2
- ReiserFS
- Squashfs
- UBIFS
- YAFFS2
- ZFS

## 歴史
このプロジェクトの源流は、Magnus Damm によって書かれた 8xxROM と呼ばれる 8xx Power PC のブートローダである。1999年10月、Wolfgang Denk はこのプロジェクトをSourceForge.netに移管し、SF.net におけるプロジェクト名の制約（数字で始まる名前が利用できないこと）から、名前を PPCBoot に改名した。PPCBoot Ver 0.4.1 は、2000年7月19日に公開された。
2002年、古いバージョンのソースコードが ARMBoot の名称でフォークされたが、その後は短期間で PPCBoot プロジェクトにマージされた。2002年11月には PPCBoot-2.0.0 がリリースされたが、これ以降は PPC ISA に加えて ARM アーキテクチャをサポートすることを反映する為に名称を変更したため、これは PPCBoot の名前の下での最後のリリースとなった。
2002年11月の U-Boot-0.1.0 (PPCBoot-2.0.0) には、サポート対象にx86プロセッサ・アーキテクチャが追加された。その後に、サポートアーキテクチャは、MIPS32（2003年3月）、MIPS64（同年4月）、Altera NIOS-32（同年10月）、Coldfire（同年12月）、MicroBlaze（2004年4月）が追加された。2004年5月にリリースされた U-Boot-1.1.2 は様々なアーキテクチャを横断し、216種類の異なる基板製品をサポートした。
2015年頃までに、x86上でDas U-BootをEFIアプリケーションないしはEFIペイロードとして実行できるようになった。 2018年頃までには、逆にDas U-BootがEFI APIを実装し、EFIアプリケーションとしてビルドされたOSローダなどをDas U-Boot中で実行できるようになった。

## 余談
「Das U-boot」という名称は、ドイツ語で潜水艦を指し、特に英語圏で原語のまま用いる場合は「ドイツ製潜水艦」を意味する「Uボート」との言葉遊びを成立させる為に、ドイツ語の中性名詞に付与される定冠詞「Das」を付与して命名されている。